# Kersaint-Plabennec
Kersaint-Plabennec (tiếng Breton: Kersent-Plabenneg) là một xã của tỉnh Finistère, thuộc vùng Bretagne, miền tây bắc Pháp.

## Dân số
Người dân ở Kersaint-Plabennec được gọi là Kersaintais.